# Goeldia funesta
Espèce
Synonymes
- Titanoeca funesta Keyserling, 1883
- Aymarella munda Chamberlin, 1916

Goeldia funesta est une espèce d'araignées aranéomorphes de la famille des Titanoecidae.

## Distribution
Cette espèce se rencontre au Pérou, en Équateur et en Colombie.
Elle a été introduite aux États-Unis en Floride,.

## Description
La femelle holotype mesure 7,3 mm.
Le mâle décrit par Almeida-Silva et Brescovit en 2024 mesure 4,90 mm et la femelle 6,10 mm, les mâles mesurent de 4,60 à 4,90 mm et les femelles de 5,40 à 6,60 mm.

## Systématique et taxinomie
Cette espèce a été décrite sous le protonyme Titanoeca funesta par Keyserling en 1883. Elle est placée dans le genre Auximus par Petrunkevitch en 1911. Elle est placée en synonymie avec Goeldia obscura par Lehtinen en 1967. Elle est relevée de synonymie par Almeida-Silva et Brescovit en 2024.
Aymarella munda a été placée en synonymie par Almeida-Silva et Brescovit en 2024.

## Publication originale
- Keyserling, 1883 : « Neue Spinnen aus Amerika. IV. » Verhandlungen der kaiserlich-königlichen zoologisch-botanischen Gesellschaft in Wien, vol. 32, p. 195-226 (texte intégral).